# Ерёменко, Анатолий Михайлович
Анатолий Михайлович Ерёменко (6 января 1965, с. Хорошавка, Тамбовская область, РСФСР, СССР — 31 июля 2023, Украина) — российский военнослужащий, старший прапорщик, командир разведывательной группы 16-й отдельной гвардейской бригады специального назначения Главного управления Генерального штаба Вооружённых сил Российской Федерации. Участник российского вторжения в Украину с 2022 года. Писатель, член Союза писателей России. Герой Российской Федерации (2024, посмертно).

## Биография
Родился 6 января 1965 года в селе Хорошовка Тамбовской области в многодетной семье, в которой Ерёменко был шестым ребёнком.
Учился в Хорошавской восьмилетней школе, которую окончил в 1980 году, также окончил Красивскую среднюю школу в 1982 году. Позже работал разнорабочим от механизатора до слесаря.
В 1983 году был призван на срочную военную службу в Вооружённые силы СССР, после подготовки принял участие Афганской войне. В 1985 году уволен в запас.
В 2003 году Ерёменко принял решение вернуться в армию, где поступил на контрактную службу. В своё время участвовал в контртеррористической операции на Северном Кавказе в Чеченской Республике, принимал участие в первой и второй чеченских войнах.
С ноября 2022 года участвовал во вторжении России на Украину.
Погиб 31 июля 2023 года на Украине во время эвакуации раненных товарищей. Похоронен в Тамбове на Полынковском кладбище.

## Творчество
- С 1989 года стал заниматься творчеством. С 2001 года по 2003 год выпустил несколько сборников прозы и стихов лирической направленности под псевдонимом — Александр Скиф[источник не указан 83 дня].
- В период воинской службы в спецназе, вернулся к литературной деятельности и стал писать остросюжетную военную прозу. С 2010 года по 2015 год опубликовал ряд произведений под псевдонимом — Анатолий Гончар[источник не указан 83 дня].
- С 2011 года стал числиться в Союзе писателей России. Побеждал в литературных конкурсах и премиях[3].

## Звания и награды
- Герой Российской Федерации (Указом Президента Российской Федерации «закрытым» от 2024 года за мужество и героизм, проявленные при исполнении воинского долга, гвардии старшему прапорщику Ерёменко Анатолию Михайловичу присвоено звание Героя Российской Федерации, посмертно).
- Орден Красной Звезды.
- Медаль ордена «За заслуги перед Отечеством» I степени с мечами.
- Медаль ордена «За заслуги перед Отечеством» II степени с мечами.
- Медаль «За отвагу».
- Медаль «За боевые заслуги».

## Память
- 17 февраля 2024 года была открыта мемориальная парта в честь Ерёменко в Красивской школе[4].
- 23 февраля 2024 года была открыта стела на аллее Героев воинской части в Тамбовской области[5].
- В 2024 году установлена памятная доска в честь Ерёменко на фасаде Красивской школы .